# 32821 Posch
32821 Posch è un asteroide della fascia principale. Scoperto nel 1991, presenta un'orbita caratterizzata da un semiasse maggiore pari a 2,7494059 UA e da un'eccentricità di 0,1217106, inclinata di 4,09687° rispetto all'eclittica.